# Draugen
En draug var i norsk folketro en afdød, der enten boede i gravhøjen (norrønt haugbúi) eller forlod den for at hjemsøge de levende. I senere norsk folketro er draug betegnelse på en, der druknede til havs og ikke kom i kristen jord. Han er derfor ondsindet og vil trække folk med sig ned i havet. Kvæg, der ikke kunne rejse sig, kunne være ramt af "draugeslag".

## Navnet
Ordet "draug" den samme indoeuropæiske rod med grundbetydningen "at skade, besvige" som andet led i ordet "bedrag".

## Folketroen
Draugen ror baglæns i en halv båd, og skildres af Jonas Lie i kapitel 3, "Drengestuen", i hans debutroman Den fremsynte. I drengestuen berettes om draugen, såsom den gang, der skulle trækkes garn i blæsevejr. Fiskerne magtede ikke at rokke den båd, de prøvede at få i vandet. Til sidst smed en dreng af al magt en stor sten ind i båden. Ud fór en draug i sømandstøj med en klase tang til hoved. Den havde siddet baglæns og tynget båden ned, og sprang nu ud i havet, så vandet sprøjtede omkring den. Derefter gled båden fint ud i søen. Men den synske så på drengen og sagde, at det skulle han ikke have gjort. Drengen morede sig kun, for han troede ikke på denslags. Men da de var kommet hjem igen og gået til ro, hørte de ved midnat drengen skrige om hjælp. Den ene syntes, at han i det slørede skin fra tranlampen så en kolossal hånd strække sig fra døren op til køjen, hvor drengen lå. Under skrig og modstand var han slæbt hen til døren, inden de andre fik vågnet og grebet fat i ham. Draugen trak ham efter benene, mens mandskabet holdt fast i hans arme og overkrop. Sådan blev han trukket frem og tilbage i den halvåbne dør, indtil draugen slap ham; mandskabet tumlede om på gulvet, men da var drengen død. Først da havde draugen sluppet sit greb i ham, fortælles det i Lies roman.
Hører eller ser man draugen, varsler det dødsfald. I Finnmark går han i gammelt skindtøj; i Sunnmøre menes han at gå med olietøj. Iblandt rumsterer han i bådehusene, og iblandt er han en sten med tang på, så fiskerne nødigt tager en "tangsten" med som ballast. Særlig nordnorsk tradition kender mange sagn om skikkelsen. Finder man brandmænd på stranden, kaldes det draugspy – draugens opkast.
Sagn om draugen opstod i en tid, hvor det var almindeligt, at fiskere omkom på havet. Rædsel for uvejr og død var hverdagsligt og nært, og man søgte efter forklaringer. De, der omkom på havet, blev ikke begravet i kristen jord, og fik dermed heller ikke fred. Så eller hørte man draugen, burde færden udsættes. Lykkedes det draugen at få en af ens ejendele med, som en vante eller andre klædningsstykker, ville dette menneske før eller siden omkomme på havet. I Lappernes forhold  beskriver Ole Thommassen (1844-1926), hvad overtroen anbefaler en at foretage sig, hvis man kommer ud for en draug: Råber draugen "velkommen", eller råber en bestemt persons navn, skal man ikke svare, men rejse sig, vende ryggen til lyden, og råbe det samme ord. Finder man knogler, tøj, planker og lignende fra en forlist båd i nærheden af, hvor man hører en draug, må man bære det så højt op, at vandet ikke når det selv ved højvande, og grave det ned. Nedgravet hvor havvandet ikke når op til det, vil det tabe sin virkning.

## Sagn om et møde med draugen
En mand havde købt en ny fiskekutter, før han skulle fiske ved Lofoten. Han sejlede nordpå med sit mandskab, og lagde til land i måneskin. Høvedsmanden gik et ærinde; da han kom tilbage, så han en fremmed gå om bord. Han hørte den fremmede mumle for sig selv inde i båden: "Nej, her passer det ikke," mens han prøvede alle rummene. Først da han nåede til høvedsmandens eget rum helt bag i båden, sagde han: "Ja, det her passer."
Høvedsmanden blev rigtig vred, grep en kæp og slog den fremmede over ryggen. "Ja, passer det for dig, så passer det for mig!" råbte han. Den anden flygtede fra båden, ned mellem stenene på stranden så det slog gnister, og ned i havet så morilden lyste efter ham. Da gik det op for høvedsmanden, at den fremmede var en draug.
Da de fortsatte nordpå, blæste det op til uvejr i Vestfjorden. Mandskabet så draugen komme imod sig i en sæls skikkelse; den knuste deres ror, så de ikke kunne styre båden, men kulsejlede. Høvedsmanden var dog den eneste, som ikke kom levende fra det.

## Kampen mellem draug og dødninge
I 1837 på Lurøy spiste tjenestefolkene sammen juleaften. Så løb de tør for brændevin, og karlen gik ned til bryggen for at hente mere. Han låste op og fyldte kanden; men da han skulle tilbage over broen, sad der en mand uden hoved og spærrede ham vejen. Drengen genkendte ham straks som draugen, og så ingen anden udvej end at slå fra sig, så draugen faldt ned af broen med et skrig.
Drengen fortsatte så, men hørte en underlig larm bag sig, og fik øje på en ustyrtelig mængde drauger, som strømmede op fra stranden. Kirkegården lå midt for, og draugflokken kom til at indhente ham, hvis han løb udenom kirkegården. Han hoppede derfor resolut over kirkegårdens gærde, sprang over gravene og råbte af fuld hals: "Op, op alle kristne sjæle og frels mig!" I samme stund slog klokken 12 midnat, og jorden rystede under drengens fødder. Da han var kommet trygt over gærdet på kirkegårdens anden side, så han sig igen tilbage. Han så da draugflokken komme styrtende på vej ind på kirkegården. Men der blev de mødt af en hel hær af dødninge, som ville hjælpe drengen og beskytte det indviede sted mod disse vanhellige trolde. Det blev en hård kamp. Dødningene slog med planker fra ligkisterne, mens draugene slog fra sig med tang, årer og vragstumper fra både. Drengen turde slet ikke se til. Drengen flygtede tilbage til gården, satte den fyldte kande fra sig, løb op på loftet og i seng. Juledagsmorgen derimod, da han forstod, at han var tryg, fortalte han, hvad der var sket om natten. Tjenestefolkene lod sig ikke overbevise; men da de sammen med hele menigheden kom til kirke, fik de historien bekræftet: Hele kirkegården var et kaos af planker fra ligkister og brækkede årer.

## I nyere tid
Draugen har stor plads i norsk litteratur, såsom Jonas Lie (fortællingen Fiskeren og draugen,) Regine Normann (fortællingen Magt mod magt) og André Bjerke (romanen Døde mænd går i land.)
I Ibsens skuespil Fruen fra havet er motivet blandt andet den døde brudgom, som i en draugs skikkelse vil opsøge sin troløse brud.
Computerspillet Skyrim er sat i en verden kraftigt inspireret af nordisk mytologi – dette ses blandt andet ved de genopstandne forfædre, kaldet draugr, der befolker mange gravpladser i spillet.

## Oliefeltet
Draugen er navn på et oliefelt i blok 6407/9 på Haltenbanken ca 150 km nord for Kristiansund.